# Trond Jøran Pedersen
Trond Jøran Pedersen (né le 19 juin 1958) est un ancien sauteur à ski norvégien.

## Palmarès

### Championnats du monde de vol à ski
| Épreuve / Édition | Planica 1985 | Kulm 1986 | Oberstdorf 1988 |
| Individuel        | 24e          | 11e       | 11e             |

### Coupe du monde
- Meilleur classement général: 26e en 1986.
- Meilleur résultat individuel: 3e.